# Crematogaster enneamera
Crematogaster enneamera är en myrart som beskrevs av Carlo Emery 1900. Crematogaster enneamera ingår i släktet Crematogaster och familjen myror. Inga underarter finns listade i Catalogue of Life.